# Hnúšťa
Hnúšťa (allemand : Nusten ,hongrois : Nyustya) est une ville de Slovaquie, située dans la région de Banská Bystrica. Elle fait partie de la région historique de Gemer.

## Histoire
La première mention écrite de la ville date de 1438.

## Démographie

### Évolution de la population
| Année:               | 1994. | 2004.   | 2014.   | 2024.    |
| -------------------- | ----- | ------- | ------- | -------- |
| Nombre de personnes: | 7455  | 7558    | 7676    | 6436     |
| Différence:          |       | +1,38 % | +1,56 % | -16,15 % |

| Année:               | 2023. | 2024.   |
| -------------------- | ----- | ------- |
| Nombre de personnes: | 6504  | 6436    |
| Différence:          |       | -1,04 % |

## Quartiers
La ville est divisée en 5 quartiers:
- Brádno (depuis 1971)
- Hačava (depuis 1971)
- Hnúšťa
- Likier
- Polom (depuis 1971)

## Personnalités
- Ľudovít Kaník (1965-), homme politique
- Vladimír Hrivnák (1945-), footballeur